# Campo Pénjamo
Campo Pénjamo är en ort i Mexiko.   Den ligger i kommunen Salvador Alvarado och delstaten Sinaloa, i den västra delen av landet, 1 100 km nordväst om huvudstaden Mexico City. Campo Pénjamo ligger 23 meter över havet och antalet invånare är 142.
Terrängen runt Campo Pénjamo är mycket platt. Runt Campo Pénjamo är det ganska glesbefolkat, med 43 invånare per kvadratkilometer. Närmaste större samhälle är Guamúchil, 16,1 km öster om Campo Pénjamo. Trakten runt Campo Pénjamo består till största delen av jordbruksmark.